# SC Veloces
SC Veloces (wł. Sport Club Veloces) – włoski klub piłkarski, mający siedzibę w mieście Biella, w północno-zachodniej części kraju, działający w latach 1902–1919.

## Historia
Chronologia nazw:
- 1902: Società Ciclistica Veloces
- 1906: Sport Club Veloces
- 1919: klub rozwiązano – po fuzji z US Biellese

Klub sportowy Società Ciclistica Veloces został założony w miejscowości Biella w 1902 roku. W październiku 1906 roku klub zmienił nazwę na Sport Club Veloces, oficjalnie inaugurując sekcję piłkarską. W lutym 1907 roku nastąpiła oficjalna inauguracja boiska Sant'Eusebio. W 1908 roku klub przyłączył się do FIF, jednak startował w mistrzostwach trzeciej kategorii Piemontu dopiero w następnym roku. W sezonie 1909 w rozgrywkach Terza Categoria Piemontese (D3) pokonał w rundzie I Ginnastica Novara, w rundzie II Santhiatese, a potem po wygraniu w półfinale z Junior dotarł do finału, w którym przegrał 0:2 z Pinerolo. W następnym sezonie 1909/10 ponownie brał udział w mistrzostwach Terza Categoria Piemontese, rezygnując jednak z wyjazdu do Casale Monferrato z powodu złej pogody, wysyłając spóźniony telegram. Komitet Regionalny uznał mecz za przegrany przez walkower i FC Casale awansował do turnieju finałowego. W sezonie 1910/11 po raz kolejny startował w Terza Categoria Piemontese, ale nie przeszedł pierwszej rundy wygranej przez Piemonte, która jednak zostaje zdyskwalifikowana z powodu 4 zawodników zarejestrowanych nielegalnie, to klub otrzymał promocję do Seconda Divisione Piemonte (D2), chociaż przegrał (1:3 dod.) finał z Torino II. Sezon 1911/12 zespół rozpoczął w Seconda Divisione Piemonte, ale został natychmiast wyeliminowany przez Pro Vercelli II. W 1912 drużyny rezerwowe zostały oddzielone od udziału w mistrzostwach, a drugi poziom stał się nazywać Promozione, do którego został zakwalifikowany klub. W sezonie 1912/13 zajął ostatnie trzecie miejsce w grupie Piemonte, a w następnym zwyciężył w grupie Piemonte, a potem wygrał 2:0, 1:1 tytuł mistrza piemontese-ligure z Casteggio i awansował do najwyższej kategorii. W sezonie 1914/15, ostatnim przed zawieszeniem mistrzostw z powodu I wojny światowej, zajął 6 miejsce w grupie B Prima Categoria Piemontese. 
Klub wznowił działalność dopiero po 4 listopada 1918 roku, a 2 września 1919 roku po fuzji z US Biellese powstał nowy Unione Sportiva Biellese – klub piłkarski, który przyjął nazwę uważaną za najbardziej reprezentatywną dla miasta, a klub Veloces został rozwiązany.

## Barwy klubowe, strój
|  |

Klub ma barwy czerwone. Zawodnicy domowe spotkania zazwyczaj grają w czerwonych koszulkach, białych spodenkach oraz białych getrach.

## Sukcesy

### Trofea międzynarodowe
Nie uczestniczył w rozgrywkach europejskich (stan na 31-05-2020).

### Trofea krajowe
| \| \| Zdobyte trofea w rozgrywkach Włoch (stan na: 31-08-2020) \| |                                                          |      |                                |
| Rozgrywki                                                         | Osiągnięcie                                              | Razy | Sezon(y)                       |
| · Mistrzostwo                                                     | I miejsce                                                | 0    |                                |
| · Mistrzostwo                                                     | II miejsce                                               | 0    |                                |
| · Mistrzostwo                                                     | III miejsce                                              | 0    |                                |
| · Mistrzostwo                                                     | 6.miejsce                                                | 1    | 1914/15 (gr.B)                 |
| · Puchar                                                          | zdobywca                                                 | 0    |                                |
| · Puchar                                                          | finalista                                                | 0    |                                |
| II liga                                                           | I miejsce                                                | 1    | 1913/14 (Piemonte)             |
| II liga                                                           | II miejsce                                               | 1    | 1911/12 (provinciale Piemonte) |
| II liga                                                           | III miejsce                                              | 1    | 1912/13 (gr.A)                 |
| Włochy                                                            | Zdobyte trofea w rozgrywkach Włoch (stan na: 31-08-2020) |      |                                |

- Terza Categoria Piemontese (D3):
  - wicemistrz (2x): 1909 (Piemontese), 1909/10 (provinciale Piemonte)

## Poszczególne sezony

### Rozgrywki międzynarodowe

#### Europejskie puchary
Nie uczestniczył w rozgrywkach europejskich.

### Rozgrywki krajowe
| \| Włochy \| Bilans występów klubu w rozgrywkach piłkarskich Włoch (Stan na 31 sierpnia 2020 r.) \| \| |                                                                                     |        |       |   |   |   |    |    |     |           |        |        |      |
| Poziom                                                                                                 | Rozgrywki                                                                           | Sezony | Mecze | Z | R | P | B+ | B– | Pkt | Lata      | Awanse | Spadki | Naj. |
| I | Prima Categoria                                                                     | 1      |       |   |   |   |    |    |     | 1914/15   | 0      | 0      | 6    |
| II | Seconda Divisione, Promozione                                                       | 3      |       |   |   |   |    |    |     | 1911–1914 | 1      | 0      | 1    |
| III | Terza Categoria                                                                     | 3      |       |   |   |   |    |    |     | 1909–1911 | 1      | 0      | 1    |
| | Puchar Włoch                                                                        | 0      |       |   |   |   |    |    |     |           | 0      | 0      |      |
| Włochy                                                                                                 | Bilans występów klubu w rozgrywkach piłkarskich Włoch (Stan na 31 sierpnia 2020 r.) |        |       |   |   |   |    |    |     |           |        |        |      |

## Struktura klubu

### Stadion
Klub piłkarski rozgrywał swoje mecze domowe na Campo Sant'Eusebio w Biella.

### Derby
- FC Casale
- Piemonte FC
- Pro Vercelli
- Torino FC